# Frances W. Herring
Frances W. Herring, née le 31 mai 1902 et décédée le 11 août 1993, est une professeure des affaires gouvernementales et militante féministe et anti-nucléaire américaine. Elle est l'une des initiatrices de la Women Strike for Peace en 1961, et l'une des signataires de la Triple révolution.

## Carrière professionnelle
Frances Herring est une professeure des affaires gouvernementales à l'Université de Californie à Berkeley. Elle se spécialise sur le logement, l'emploi et le développement en Amérique,. En 1948, elle forme le Comité de Washington pour les dossiers de liberté académique. Elle a notamment écrit sur le développement et le contrôle de l'industrie nucléaire aux États-Unis, et particulièrement en Californie.

## Militantisme
Frances Herring est membre de la Ligue internationale des femmes pour la paix et la liberté. Membre de la section de San Francisco, elle participe à l'organisation de la Women Strike for Peace en 1961,. Initiatrice du bulletin de la Women Strike for Peace, la militante permet ainsi de transformer la grève en un mouvement national,. Elle participe à la Conférence d'Oslo contre les armes nucléaires. 
En 1962, Frances Herring est également présente à la conférence World Without the Bomb à Accra. En 1965, elle fait partie d'une délégation de dix personnes qui s'est rendue à Jakarta. Elle témoigne devant le Parlement du Royaume-Uni pour l'exhorter à mettre fin à la guerre du Viêt Nam.
Frances Herring fait partie du mouvement visant à assurer aux Américains un revenu garanti minimum. Elle est ainsi l'une des signataires de la Triple révolution. Elle rejoint également la Commission nationale sur la technologie, l'automatisation et le progrès économique.

## Publications
Parmi une liste non exhaustive :
- Development and Control of Nuclear Industry in California, Assembly interim committee, reports 1957-1959, volume 9, number 15, 1959
- The world without the bomb: Story of the Accra Assembly, Women for Peace, 37p, 1962
- Open Space and the Law, Institute of Governmental Studies, 160p, 1965